# Amália Filipina de Espanha
Amália Filipina (Madrid, 12 de outubro de 1834 – Munique, 27 de agosto de 1905) foi uma Infanta de Espanha, filha mais nova do Infante Francisco de Paula da Espanha, e de sua esposa, a princesa Luísa Carlota das Duas Sicílias. Seu irmão mais velho foi rei consorte de Espanha, como marido de sua prima, a rainha Isabel II. Mesmo passando o resto de seus dias em Munique, ela permaneceu muito ligada à Espanha, sendo a principal responsável pelos arranjos de casamento entre seu filho, o príncipe Luís Fernando, e sua sobrinha, a infanta Maria da Paz da Espanha.

## Infância
Amália nasceu no Palácio Real de Madrid em 12 de outubro de 1834, sendo a décima primeira filha (sexta varoa) do infante Francisco de Paula da Espanha – irmão mais novo do rei Fernando VII da Espanha – e da princesa Luísa Carlota das Duas Sicílias. Sua mãe vinha a ser sobrinha de seu pai, visto que sua avó materna, a infanta Maria Isabel da Espanha, era irmã mais velha de Francisco de Paula.
Batizada com os nomes de Amália Filipina del Pilar Blasa Bonisa Vita, ela nasceu no início do reinado de sua prima, a rainha Isabel II, sob a regência de sua tia materna, a rainha-mãe Maria Cristina. Entretanto, sua mãe rompeu relações com a regente sua irmã e, como consequência, a família foi expulsa da Espanha em 1838. Eles então exilaram-se na França, vivendo sob a proteção de seu tio, o rei Luís Filipe I. Quando Maria Cristina foi forçada a abandonar a regência, em outubro de 1840, a ambiciosa mãe de Amália retornou com sua família para a corte de Madrid. Luísa Carlota morreu em janeiro de 1844, quando a infanta contava apenas oito anos de idade. Ela cresceu na corte espanhola e sua educação, compartilhada com sua irmã, a débil infanta Maria Cristina, foi bastante rudimentar.

## Vida adulta

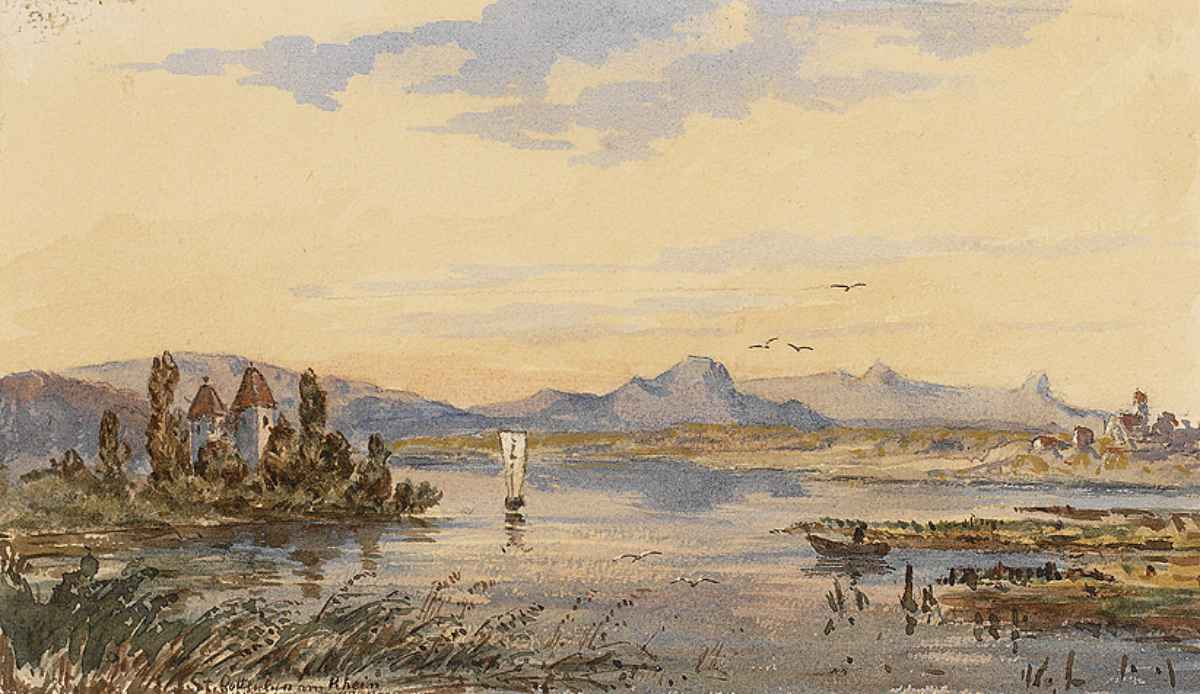
Paisagem alemã pintada pela infanta Amália

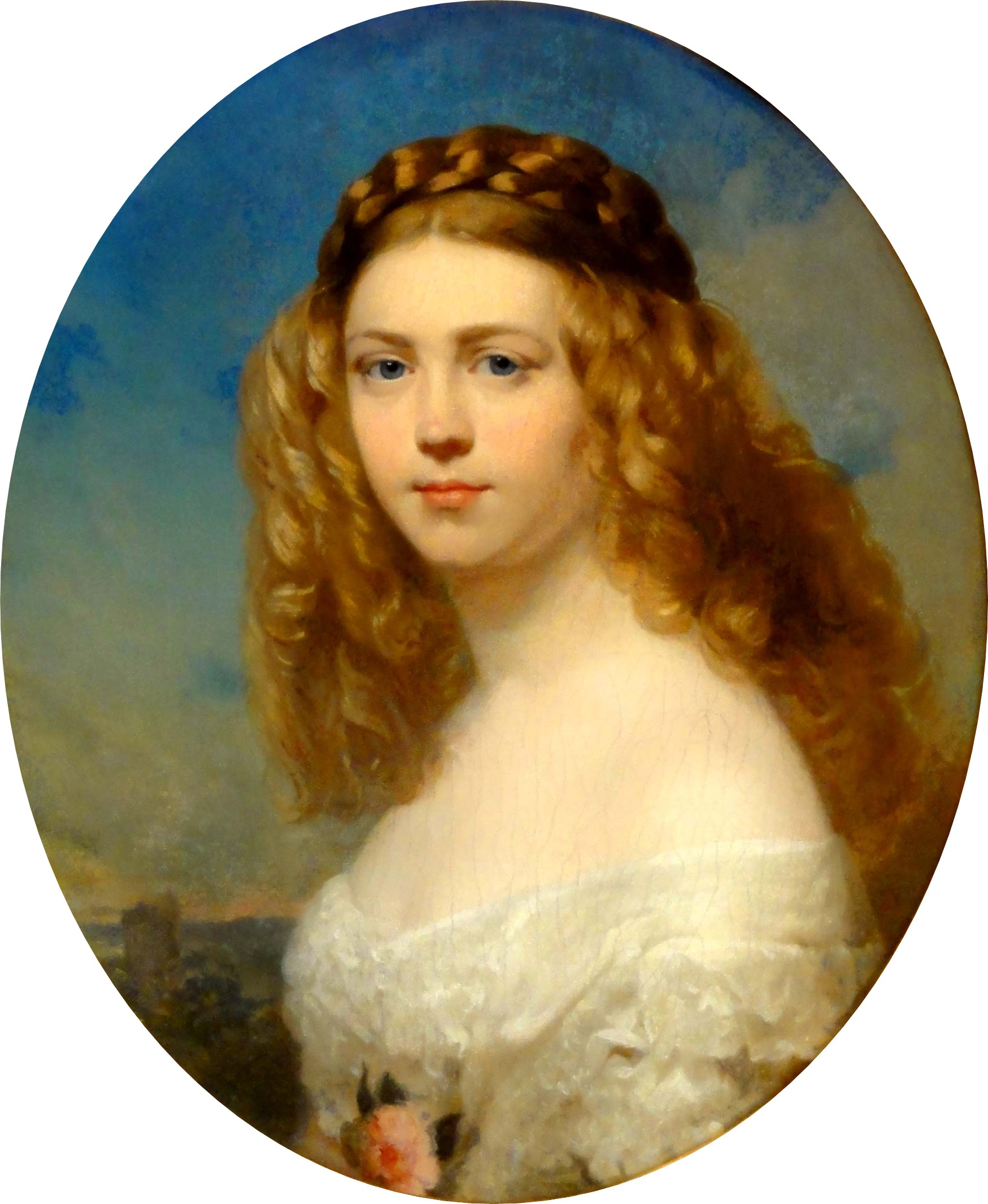
Retrato de Amália por Franz Xaver Winterhalter (1860)

Aos vinte anos de idade, Amália era uma jovem comum, baixa e atarracada. Mais nova de cinco imperceptíveis irmãs, ela foi quase esquecida pela corte. Ainda assim, Amália foi a única delas a ter um casamento real.
Em 1856, o príncipe Adalberto da Baviera – filho mais novo do rei Luís I e de Teresa de Saxe-Hildburghausen – aproximou-se da corte espanhola em busca de uma esposa e Amália foi-lhe oferecida em casamento. Quando o príncipe chegou a Madrid, a rainha Isabel II concedeu a ele um vultoso dote pela mão da cunhada. O casamento foi celebrado na capital espanhola em 25 de agosto 1856, dia festa de São Luís IX de França, antepassado de Amália e padroeiro de França e Baviera. A partir de então, ela tornou-se princesa da Baviera e herdeira presuntiva do trono da Grécia.
O rei Luís I, grande admirador da beleza feminina, ficou desapontado ao conhecer sua nora, corpulenta e simplória, em sua chegada à Baviera. A infanta também chocou a corte com seu hábito de fumar. Adalberto era tão robusto quanto ela, mas muito alto. Ele adorava beber e teve casos extraconjugais, mas seu casamento resistiu. O casal teve cinco filhos:
- Luís Fernando (1859–1949); casado com a infanta Maria da Paz da Espanha, filha da rainha Isabel II, com descendência.
- Afonso (1862–1933); casado com a princesa Luísa Vitória de Orléans, filha de Fernando de Orléans, duque de Alençon, com descendência.
- Isabel (1863–1924); casada com Tomás de Saboia, segundo duque de Gênova, com descendência.
- Elvira (1868–1943); casada com o conde Rudolf von Wrbna-Kaunitz-Rietberg-Questenberg und Freudenthal, com descendência.
- Clara (1874–1941); abadessa do convento de Santa Ana, em Würzburg, sem descendência.

Embora tenha vivido o resto de sua vida em Munique, Amália permaneceu muito ligada ao seu país natal. Ela visitou a Espanha diversas vezes e seu filho mais velho, o príncipe Luís Fernando, nasceu no Palácio Real de Madrid. Na Baviera, a família vivia na Münchner Residenz, deslocando-se para o Palácio Nymphenburg nos meses de verão. Todos os seus cinco filhos falavam o espanhol fluentemente e foi Amália quem incentivou Luís Fernando a desposar sua sobrinha e afilhada, a infanta Maria da Paz da Espanha, em 1883.
Amália sobreviveu trinta anos à morte do marido, vindo a falecer no Palácio Nymphenburg em 27 de agosto de 1905, aos 70 anos de idade. Seu corpo foi sepultado na cripta da Igreja de São Miguel, em Munique.

## Títulos e estilos

Brasão da Infanta Amália, Princesa da Baviera

- 12 de outubro de 1834 - 25 de agosto de 1856: "Sua Alteza Real, a Infanta Amália da Espanha"
- '25 de agosto de 1856 - 27 de agosto de 1905: "Sua Alteza Real, a Princesa Amália da Baviera, Infanta da Espanha"

## Honrarias
- Dama da Real Ordem das Damas Nobres da Rainha Maria Luísa
- Dama da Ordem de Santa Isabel
- Dama de Honra da Ordem de Teresa